# Daniel Moen Hansen
Bjørn Daniel Moen Hansen (Horten, 18 novembre 1983) è un calciatore, giocatore di beach soccer e giocatore di calcio a 5 norvegese, centrocampista dell'Holtankam.

## Carriera

### Club
Moen Hansen ha giocato nelle giovanili dello NTG. Passato poi al Brann, ha esordito in Eliteserien in data 28 ottobre 2001, subentrando a Raymond Kvisvik nella sconfitta casalinga per 2-6 patita contro il Rosenborg.
La sua esperienza al Brann è stata limitata dagli infortuni, che non gli hanno permesso di esprimere il suo potenziale. A maggio 2003, con un mese alla scadenza del contratto che lo legava al Brann, si è iniziato ad allenare con il Maiorca. Successivamente, il club spagnolo ha messo sotto contratto il giocatore, con l'intento di utilizzarlo nella squadra riserve.
Ha dunque esordito per il Maiorca B in data 4 settembre 2003, subentrando a Bussy nella sconfitta per 1-2 contro il Mataró. Ha totalizzato 8 presenze in Segunda División B, con questa maglia.
In vista della Superettan 2004, Moen Hansen è passato agli svedesi dell'Enköping. Ha totalizzato 7 presenze in campionato, senza mettere a segno alcuna rete. Ad agosto 2004 ha fatto ritorno in Norvegia per giocare nel Nybergsund, in 2. divisjon. È rimasto in squadra anche per la stagione successiva.
Il 2 dicembre 2005 è stato ufficialmente reso noto il suo passaggio all'Ørn-Horten, a cui si è legato per due stagioni. La squadra è retrocessa in 3. divisjon al termine del campionato 2006.
Tra il 2007 ed il 2008 è stato in forza al Tønsberg. L'anno seguente ha firmato un biennale con il Randaberg, a seguito di un periodo di prova. Ha iniziato l'anno successivo con la maglia dello Stavanger, per poi passare al Bryne nel mese di luglio.
Con quest'ultima squadra ha avuto quindi l'opportunità di esordire in 1. divisjon, subentrando a Simen Melhus nella sconfitta casalinga per 0-1 patita contro il Ranheim. Ha disputato 10 partite nel corso di questa porzione di stagione in squadra.
L'anno successivo è passato all'Ullensaker/Kisa, dopo una parentesi al Vidar. Ha contribuito alla promozione in 1. divisjon arrivata al termine del campionato 2011. Il 9 aprile 2012 ha quindi trovato la prima rete in questa divisione, contribuendo alla vittoria casalinga della sua squadra sul Notodden col punteggio di 2-0.
Nel 2013 si è trasferito allo Strømmen, sempre in 1. divisjon. Ha esordito con questa casacca il 21 aprile dello stesso anno, subentrando a Jan Tore Amundsen nel pareggio casalingo per 1-1 contro il Mjøndalen. Il 9 maggio ha trovato la prima rete, nella sconfitta per 2-1 arrivata sul campo del Bryne. È rimasto in forza allo Strømmen per tre stagioni.
In vista della stagione 2016 è passato al Korsvoll.

### Nazionale
Moen Hansen ha giocato 2 partite per la Norvegia under 18. Ha giocato anche per la Nazionale di beach soccer della Norvegia.

## Statistiche

### Presenze e reti nei club
Statistiche aggiornate al 21 marzo 2018.
| Stagione               | Club                   | Campionato             | Campionato | Campionato | Coppe nazionali | Coppe nazionali | Coppe nazionali | Coppe continentali | Coppe continentali | Coppe continentali | Supercoppe | Supercoppe | Supercoppe | Totale | Totale |
| Stagione               | Club                   | Comp                   | Pres       | Reti       | Comp            | Pres            | Reti            | Comp               | Pres               | Reti               | Comp       | Pres       | Reti       | Pres   | Reti   |
| ---------------------- | ---------------------- | ---------------------- | ---------- | ---------- | --------------- | --------------- | --------------- | ------------------ | ------------------ | ------------------ | ---------- | ---------- | ---------- | ------ | ------ |
| 2001                   | Brann                  | ES                     | 1          | 0          | CN              | 0               | 0               | -                  | -                  | -                  | -          | -          | -          | 1      | 0      |
| 2002                   | Brann                  | ES                     | 2          | 0          | CN              | 0               | 0               | CU                 | -                  | -                  | -          | -          | -          | 2      | 0      |
| gen.-giu. 2003         | Brann                  | ES                     | 0          | 0          | CN              | 0               | 0               | -                  | -                  | -                  | -          | -          | -          | 2      | 0      |
| Totale Brann           | Totale Brann           | Totale Brann           | 3          | 0          |                 | 0               | 0               |                    | -                  | -                  |            | -          | -          | 3      | 0      |
| 2003-gen. 2004         | Maiorca B              | SDB                    | 8          | 0          | -               | -               | -               | -                  | -                  | -                  | -          | -          | -          | 8      | 0      |
| apr.-ago. 2004         | Enköping               | S                      | 7          | 0          | CS              | ?               | ?               | -                  | -                  | -                  | -          | -          | -          | 7+     | 0+     |
| ago.-dic. 2004         | Nybergsund             | 2D                     | ?          | ?          | CN              | -               | -               | -                  | -                  | -                  | -          | -          | -          | ?      | ?      |
| 2005                   | Nybergsund             | 2D                     | ?          | ?          | CN              | 3               | 4               | -                  | -                  | -                  | -          | -          | -          | 3+     | 4+     |
| Totale Nybergsund      | Totale Nybergsund      | Totale Nybergsund      | ?          | ?          |                 | 3               | 4               |                    | -                  | -                  |            | -          | -          | 3+     | 4+     |
| 2006                   | Ørn-Horten             | 2D                     | ?          | ?          | CN              | ?               | ?               | -                  | -                  | -                  | -          | -          | -          | ?      | ?      |
| 2007                   | Tønsberg               | 2D                     | ?          | ?          | CN              | ?               | ?               | -                  | -                  | -                  | -          | -          | -          | ?      | ?      |
| 2008                   | Tønsberg               | 2D                     | ?          | ?          | CN              | ?               | ?               | -                  | -                  | -                  | -          | -          | -          | ?      | ?      |
| Totale Tønsberg        | Totale Tønsberg        | Totale Tønsberg        | ?          | ?          |                 | ?               | ?               |                    | -                  | -                  |            | -          | -          | ?      | ?      |
| 2009                   | Randaberg              | 2D                     | ?          | ?          | CN              | ?               | ?               | -                  | -                  | -                  | -          | -          | -          | ?      | ?      |
| gen.-lug. 2010         | Stavanger              | 2D                     | ?          | ?          | CN              | ?               | ?               | -                  | -                  | -                  | -          | -          | -          | ?      | ?      |
| lug.-dic. 2010         | Bryne                  | 1D                     | 10         | 0          | CN              | -               | -               | -                  | -                  | -                  | -          | -          | -          | 10     | 0      |
| gen.-lug. 2011         | Vidar                  | 2D                     | ?          | ?          | CN              | ?               | ?               | -                  | -                  | -                  | -          | -          | -          | ?      | ?      |
| lug.-dic. 2011         | Ullensaker/Kisa        | 2D                     | ?          | ?          | CN              | -               | -               | -                  | -                  | -                  | -          | -          | -          | ?      | ?      |
| 2012                   | Ullensaker/Kisa        | 1D                     | 10         | 5          | CN              | 1               | 0               | -                  | -                  | -                  | -          | -          | -          | 11     | 5      |
| Totale Ullensaker/Kisa | Totale Ullensaker/Kisa | Totale Ullensaker/Kisa | 10+        | 5+         |                 | 1+              | 0+              |                    | -                  | -                  |            | -          | -          | 11+    | 5+     |
| 2013                   | Strømmen               | 1D                     | 27         | 8          | CN              | 0               | 0               | -                  | -                  | -                  | -          | -          | -          | 27     | 8      |
| 2014                   | Strømmen               | 1D                     | 24         | 4          | CN              | 1               | 0               | -                  | -                  | -                  | -          | -          | -          | 25     | 4      |
| 2015                   | Strømmen               | 1D                     | 7          | 0          | CN              | 2               | 2               | -                  | -                  | -                  | -          | -          | -          | 9      | 2      |
| Totale Strømmen        | Totale Strømmen        | Totale Strømmen        | 58         | 12         |                 | 3               | 2               |                    | -                  | -                  |            | -          | -          | 61     | 14     |
| 2016                   | Korsvoll               | 3D                     | 20         | 11         | CN              | 1               | 0               | -                  | -                  | -                  | -          | -          | -          | 21     | 11     |
| 2017                   | Korsvoll               | 3D                     | 11         | 2          | CN              | 2               | 0               | -                  | -                  | -                  | -          | -          | -          | 13     | 2      |
| 2018                   | Korsvoll               | 3D                     | 6          | 0          | CN              | 1               | 0               | -                  | -                  | -                  | -          | -          | -          | 7      | 0      |
| Totale Korsvoll        | Totale Korsvoll        | Totale Korsvoll        | 37         | 13         |                 | 4               | 0               |                    | -                  | -                  |            | -          | -          | 41     | 13     |
| Totale                 | Totale                 | Totale                 | ?          | ?          |                 | ?               | ?               |                    | -                  | -                  |            | -          | -          | ?      | ?      |